# Трубачеев, Василий Ильич
Васи́лий Ильи́ч Трубаче́ев (1895, улус Кундулун, Балаганский уезд, Иркутская губерния, Российская империя — 1938 (по другим данным позже — в исправительно-трудовом лагере) — российский бурятский революционер, борец за установление Советской власти в Восточной Сибири, ответственный секретарь Бурят-Монгольского областного бюро РКП(б) (1923—1924).

## Биография
Рано лишился отца. Начальное образование получил на русском языке, кончив церковно-приходскую школу в родном улусе.
С 1911 по 1915 год учился в Иркутской духовной семинарии. В Иркутске он знакомится с русской классической литературой, приобщается к нелегальной революционной деятельности. В 1915 году под давлением дирекции вынужден оставить учёбу в семинарии, после этого работает учителем в городе Нижнеудинске, затем в Бильчирском училище среди бурят.
После Февральской революции (1917) включается в политическую жизнь Иркутска и губернии, начинает борьбу за установление советской власти в Восточной Сибири. С начала 1918 года работает инструктором ЦИК Советов Сибири (Центросибири), становится членом бурятской группы большевиков при Иркутской губернской партийной организации.
С установлением власти Колчака в конце 1918 года переходит в подполье, занимается созданием Кондойской ячейки РКП(б) и формированием партизанского отряда. Отряд под его командованием участвует в изгнании колчаковцев из Ангарского аймака.
В апреле 1920 году был избран членом бюро бурятской секции, но в этот момент Иркутский губком РКП(б) командировал его в Дальневосточную республику для работы среди бурят Забайкалья. Здесь он был назначен инструктором Дальбюро ЦК РКП(б). Осенью 1920 года возвращается в Иркутск и на собрании членов бурятской секции областной парторганизации утвержден её секретарем.
Бурятская секция во главе с Трубачеевым занимается образованием Бурят-Монгольской автономной области в составе РСФСР, куда вошли Аларский, Боханский, Эхирит-Булагатский, Тункинский и Селенгинский аймаки. В составе Дальневосточной республики была образована также другая Бурят-Монгольская автономная область. Бурсекция и ее руководители выступали против национальной автономии бурят. Разногласиям между коммунистами – членами Бурсекции и руководителями Бурнацкома по вопросу о национальной автономии, по существу, положило конец постановление Политбюро ЦК РКП (б) от 14 октября 1920 г. о предоставлении бурят- монгольскому народу автономии. Трубачеев и его единомышленники вынуждены были изменить свою позицию и постепенно переходить от отрицания национальной автономии бурят к фактическому признанию ее.
В конце 1922 года Дальний Восток был освобожден от белогвардейцев и японских интервентов. Дальневосточная республика объединилась с РСФСР. Начинается работа по объединению двух бурятских автономных областей в единую республику. Президиум ВЦИК 30 мая 1923 года принял решение об образовании Бурят-Монгольской АССР.
Постановлением Дальбюро ЦК РКП(б) от 31 августа 1923 года для руководства Бурятской партийной организацией было создано Бурят-Монгольское областное бюро РКП(б) во главе с Василием Трубачеевым. На этом посту он провел большую политическую и организационную работу по образованию первичных основ управления Бурят-Монгольской АССР.
В марте 1924 года состоялась первая областная партийная конференция, на которой он выступил с докладом о работе Бурятского бюро РКП(б). Партконференция избирает его секретарем обкома. В этой должности он проработал до октября 1924 года.
В октябре 1924 году был направлен на учёбу в Институт красной профессуры. В 1926 году, закончив подготовительное отделение, он стал слушателем экономического отделения института.
В начале 1928 года был отозван с учёбы и Наркомат иностранных дел направляет его секретарем полпредства СССР в Монголии. В мае 1929 года его вновь вернули на учёбу. По окончании учёбы на восточном отделении Института красной префектуры в 1931 году был назначен руководителем аспирантуры Коммунистического университета трудящихся Востока (КУТВ).
В 1933 году был назначен инструктором организационного отдела ЦК ВКП(б). В 1934 году был избран председателем ЦК профсоюза животноводческих совхозов СССР.
В ноябре 1938 году был арестован органами НКВД, постановлением ОСО при НКВД СССР от 15 августа 1939 г. приговорен к пяти годам исправительно-трудовых лагерей. Умер в заключении. Реабилитирован 22 сентября 1956 г.

## Память
В Улан-Удэ именем Трубачеева названа улица.